# ناپلئون (فیلم ۱۹۲۷)
ناپلئون (به فرانسوی: Napoléon) فیلم صامت حماسی به کارگردانی ابل گانس با بازی آلبر دیودونه در نقش ناپلئون بناپارت است. این فیلم زندگی ناپلئون، فرمانروای کرسی را از دوران مدرسه تا یورش موفقیت‌آمیز به ایتالیا در ۱۷۹۷ دنبال می‌کند.